# Сааведра Ламас, Карлос
Карлос Сааведра Ламас (исп. Carlos Saavedra Lamas, 1 ноября 1878, Буэнос-Айрес — 5 мая 1959, Буэнос-Айрес) — аргентинский учёный-правовед и политик, в 1936 году ставший первым латиноамериканским лауреатом Нобелевской премии мира.

## Биография
Родился в 1878 году в Буэнос-Айресе. В 1903 году окончил Университет Буэнос-Айреса со степенью доктора права. Являлся профессором международного права, а также преподавал правоведение и социологию в университете Ла-Платы. Свою политическую карьеру начал в 1906 году, возглавив общественную кредитную службу. В 1908 был избран в парламент Аргентины, а в 1915 был назначен министром юстиции и общественного образования. Разрабатывал трудовое законодательство Аргентины, впоследствии участвовал в создании МОТ в 1919 и председательствовал на её конференции в Женеве в 1928.
C 1932 по 1938 год занимал пост министра иностранных дел в правительстве Агустина Педро Хусто. В этой должности он принял участие в урегулировании боливийско-парагвайского конфликта, создав примирительную комиссию из шести нейтральных американских государств, при посредничестве которой в июне 1934 года было заключено мирное соглашение. Разработчик антивоенного пакта, получившего впоследствии его имя. В 1935 году награждён Железным крестом правительством Адольфа Гитлера. За свои миротворческие заслуги в 1936 году он стал лауреатом Нобелевской премии мира. В том же году был избран президентом Лиги Наций.
Скончался в 1959 году в Буэнос-Айресе в возрасте 80 лет, похоронен на кладбище Реколета.